# Mihail Nemeș
Mihail Nemeș (n. la 12 noiembrie 1944, Siliștea Crucii, Dolj – d. 3 februarie 2005, Mureni, Mureș) a fost un traducător român, din literaturile franceză și germană.

## Biografie
Mihail Nemeș s-a născut la 12 noiembrie 1944, în localitatea Siliștea Crucii, județul Dolj, fiind fiul Ioanei și al lui Gheorghe Nemeș, morar.

### Studiile și cariera
Mihail Nemeș a urmat școala generală în satul natal, apoi școala profesională a Grupului Școlar Electroputere din Craiova (1958-1962), calificându-se ca matrițer-sculer, meserie pe care a practicat-o (cu o întrerupere pentru satisfacerea serviciului militar) paralel cu frecventarea cursurilor liceale la Școala Medie nr. 3 din Craiova (1962-1964, 1966-1968).
Și-a continuat studiile la Facultatea de Filologie, secția română-franceză, a Universității din București în perioada 1968-1972, funcționând după licență ca profesor de limba franceză la liceul din Baia de Arieș, în perioada 1972-1978.
Spirit nonconformist, renunță la catedră și, retras în satul natal, se dedică exclusiv tălmăcirii unor mari poeți de expresie germană și franceză. Viața îi este marcată de alternanța între activitățile neintelectuale - va fi miner la Baia Borșa (1984-1985), matrițer la Băilești (1985-1987), morar la Siliștea Crucii (1994-1999) - și încercarea de revenire la profesia sa de bibliotecar la Întreprinderea „Nicovala” din Sighișoara (1987-1991), profesor de franceză și română la școlile generale din Albești (1991-1993) și Archita (1993-1994, din 1999 până la moarte) în județul Mureș -, preocuparea permanentă rămănând, în tot acest timp, activitatea de traducător.

### Sfârșitul vieții
Mihail Nemeș s-a stins din viață la data de 3 februarie 2005, în localitatea Mureni, din comuna Vânători, județul Mureș.

### Traducător
A debutat cu o traducere din Iulia Hașdeu în „Amfiteatru” (1969), iar editorial, cu Poezii de Georg Heym (1986). A colaborat la „Steaua”, „Secolul 20”, „Convorbiri literare”, „Familia”, „Vatra”, „Poesis”, „Ramuri”, „Mozaicul”, „România literară”.
Debutând relativ târziu și continuând să-și publice cu greu traducerile, într-o perioadă nereceptivă la lirică, a avut totuși șansa să-și vadă tipărite versiunile din poezia completă a lui Georg Trakl (2001), Guillaume Apollinaire (2002) și Arthur Rimbaud (2003), tălmăcirea unei bune părți din versiunile lui Georg Heym (1986]]) și Gérard de Nerval (2000) și doar Rugăciunile (1998) și Ceaslovul (2000) din Rainer Maria Rilke, poetul său preferat. A lăsat în manuscris transpunerea integralei operei poetice a lui Rilke și a lui Goethe (aici intrând și cea de-a treia versiune românească a lui Faust, după cele realizate de Lucian Blaga și Ștefan Aug. Doinaș), tălmăciri din lirica de expresie germană, de la romantici la expresioniști (Eduard Mörike, Conrad Ferdinand Meyer, Ricarda Huch, Hugo von Hofmannsthal, Richard Dehmel, Ernst Stadler, Else Lasker-Schüler, Oskar Loerke, Gottfried Benn), din Paul Valéry și lista poate continua.
Mihail Nemeș este unul din traducătorii români de poezie franceză și germană care a mai pus pe muzica autohtonă o serie de poeme din literatura universală. Din păcate a apucat să-și vadă tipărite doar nouă din cărțile apărute. Dispariția prematură a lui Mihail Nemeș este o pierdere majoră pentru traducerea poetică în limba română, ceea ce va ieși mai clar în evidență pe măsură ce traducerile sale din mai mulți poeți europeni (Rainer Maria Rilke, Georg Trakl, Paul Valéry ș.a.) vor fi publicate. "Mă bucur să constat ce frumos traduceți din Valéry: e destul să-mi amintesc tonul pur rilkenian, pe care-l aveau tălmăcirile ce mi le-ați trimis acum câțiva ani, ca să constat și să apreciez noua muzică, total diferită, pe care o au traducerile de față", îi scria Doinaș lui Nemeș, omul care l-a încurajat și l-a prețuit totdeauna.
Mihail Nemeș a fost autorul celei de-a șasea traduceri integrale în versuri a lui Faust de Goethe. Versiunea lui Mihail Nemeș este mai îndatorată lui Doinaș decât lui Blaga, fapt previzibil, de altfel, din cauza distanței istorice mai mari față de cel din urmă. Astfel, unele cuplete de versuri (mai ales dicolonii care nu lasă prea multe opțiuni traducătorului, datorită scurtimii lor: "Etern-femininul / ne trage în sus") sunt preluate întregi din Doinaș, semn că peste efortul acestuia nu se mai putea trece ușor. Totuși, Doinaș însuși l-a încurajat pe Nemeș în repetate rânduri - așa cum reiese din corespondența de lungă durată dintre aceștia -, să-și ducă la bun sfârșit proiectul. În fața unei provocări atât de nobile nu e loc de orgolii și vanități. Ce putea aduce nou versiunea lui Mihail Nemeș? Ei bine, ea contrapune formulelor arhaizante ale lui Blaga ("figuri șovăitoare") și celor perifastice ale lui Doinaș ("figuri sfios-plăpânde") soluții dintre cele mai la îndemână, mai ferme ("figuri nehotărâte"), uneori chiar sacrificând polisemia originalului pentru claritatea formei. Spre deosebire de înaintași, Nemeș nu a jonglat, decât rareori, cu rimele compensatorii pentru a salva fondul, dând astfel întăitate formei. Traducerea marilor opere ale literaturii universale fiind, în fond - așa cum reiese dintr-o formulă programatic Joachim du Bellay încă din secolul al XI-lea, o "défense et illustration" a limbii materne. E ceea ce i-a reușit, neîndoielnic, lui Mihail Nemeș, versiunea sa fiind, în ansamblu, cea mai echilibrată terminologic și formal. Din păcate, destinul i-a împiedicat să guste din fructele efortului său, traducerea apărând postum. Precum în scena Prolog în cer, în care ideea de paragone este centrală: o creație atât de măreață și, în același timp, misterioasă nu poate fi lăudată de o singură voce. E nevoie de o întrecere. Cei care s-au înhămat la traducerea capodoperei goetheene ca într-o "faustiadă", care nu poate fi decât fausta, aducătoare de noroc pentru cultura română: Blaga, Doinaș, Nemeș - cei trei arhangheli care se întrec fratern în preamărirea creatorului Goethe, așa cum Rafail, Gavril și Mihail concurează în elogiul neînțelesei creații divine. Era prin urmare, nevoie de acest al treilea "arhanghel" tălmaci, care să completeze lista.
Traducerea din Faust de Goethe (pentru a cărei publicare Editura Paralela 45 merită felicitări) s-a bucurat de o excelentă primire în rândul publicului cititor.
Potrivit reprezentanților Editurii Paralela 45, în traducerea lui Mihail Nemeș intră integrala poetică a lui Rainer Maria Rilke ca fiind prima traducere integrală a operei rilkeene din Europa.

## Premii
A fost nominalizat în 2003 la Premiul pentru traducere atât de Asociația Editorilor din România (pentru versiunea din Rimbaud), cât și de Uniunea Scriitorilor (pentru traducerea din Apollinaire).
| Decernarea Premiul „Cuvântul” | Premiul "Cuvântul" pentru Traduceri 2005 (traducerea lui Faust de Goethe) Rozalia Nemeș: Sunt foarte emoționată. În lipsa soțului meu, aș vrea să mulțumesc în primul rând Editurii Paralela 45, celor care au pus tot sufletul să apară această traducere a lui Faust într-o altă versiune, după părerea mea, de mare valoare. Totodată, aș vrea să mulțumesc și revistei "Cuvântul", care m-a surprins zilele trecute cu un telefon prin care eram anunțată de premierea traducerii. Dacă acolo sus există ceva, cred că el se uită acum la noi și se bucură împreună cu noi. Vă mulțumesc. |

## Traduceri

### Antume
|  | *Georg Heym, Poezii, cuvânt înainte de Thomas Kleininger, Editura Univers, București, 1986;                                                                 |
|  | *Georg Trakl, Poezii, prefață și tabel cronologic de Mihai Mangiulea, Editura Minerva, București, 1988;                                                     |
|  | *Georg Trakl, Poeme - Dichtungen, ediție bilingvă, Editura Paideia, București, 1991. ISBN 973-9131-04-2;                                                    |
|  | *Rainer Maria Rilke, Rugăciunile, Colecția "Psalm", Editura Anastasia, București, 1998. ISBN 973-9374-05-0;                                                 |
|  | *Rainer Maria Rilke, Ceaslovul, Colecția "Psalm", Editura Anastasia, București, 2000. ISBN 973-9374-62-X;                                                   |
|  | *Gérard de Nerval, Himerele, Colecția "Literaturi", Editura Paideia, București, 2000. ISBN 973-8064-22-8;                                                   |
|  | *Georg Trakl, Opera poetică, vol. I Antume, vol. II Postume, Colecția "Poesis", Editura Cartier, Chișinău, 2001. ISBN 9975-79-096-8;                        |
|  | *Guillaume Apollinaire, Alcooluri. Bestiarul. Vitam impendere amori, cu o prezentare de Ioan Es. Pop, Editura Paideia, București, 2002. ISBN 973-596-036-2; |
|  | *Arthur Rimbaud, Opere, prefață de Livius Ciocârlie, Colecția "Biblioteca Polirom. Clasici universali", Editura Polirom, Iași, 2003. ISBN 973-681-170-0.    |

### Postume
|  | *Johann Wolfgang Goethe, Faust - o tragedie -, Ediția I-a, prefață de Dan Flonta, Colecția "Capodopere ale literaturii universale", Editura Paralela 45, Pitești, 2005. ISBN 973-697-557-6;        |
|  | *Rainer Maria Rilke, Opera poetică, Ediția I-a, prefață de Dan Flonta, Colecția "Capodopere ale literaturii universale", Editura Paralela 45, Pitești, 2007. ISBN 978-973-47-0097-4;               |
|  | *Johann Wolfgang Goethe, Faust - o tragedie -, Ediția a II-a, prefață de Dan Flonta, Colecția "Capodopere ale literaturii universale", Editura Paralela 45, Pitești, 2008. ISBN 978-973-47-0052-3; |
|  | *Georg Trakl, Gedichte - Poezii, Colecția "Gemini", Editura Paralela 45, Pitești, 2008. ISBN 978-973-47-0367-8;                                                                                    |
|  | *Georg Trakl, Sebastian im Traum - Sebastian în vis, Colecția "Gemini", Editura Paralela 45, Pitești, 2008. ISBN 978-973-47-0368-5;                                                                |
|  | *Arthur Rimbaud, Illuminations - Iluminațiile, Colecția "Gemini", Editura Paralela 45, Pitești, 2008. ISBN 978-973-47-0510-8;                                                                      |
|  | *Arthur Rimbaud, Une saison en enfer - Un anotimp în infern, Colecția "Gemini", Editura Paralela 45, Pitești, 2008. ISBN 978-973-47-0511-5;                                                        |
|  | *Guillaume Apollinaire, Alcools - Alcooluri, Colecția "Gemini", Editura Paralela 45, Pitești, 2008. ISBN 978-973-47-0390-6;                                                                        |
|  | *Gérard de Nerval, Les chimères - Himerele, Colecția "Gemini", Editura Paralela 45, Pitești, 2008. ISBN 978-973-47-0404-0;                                                                         |
|  | *Arthur Rimbaud, Le bateau ivre - Corabia beată, Colecția "Gemini", Editura Paralela 45, Pitești, 2009. ISBN 978-973-47-0756-0;                                                                    |
|  | *Rainer Maria Rilke, Opera poetică, Ediția a II-a, prefață de Dan Flonta, Colecția "Capodopere ale literaturii universale", Editura Paralela 45, Pitești, 2011. ISBN 978-973-47-1151-2.            |

### Traduceri în colaborare
|  | *Boris Pasternak, Sub înaltă protecție, (cu două traduceri din Rainer Maria Rilke); traducere, postfață și note de Maria Dinescu, Colecția "Biblioteca Polirom", Editura Polirom, Iași, 2002. ISBN 973-681-003-8;                |
|  | *Paul Celan, Mac și memorie, (în colaborare cu George State); prefață de Dan Flonta, Colecția "Capodopere ale literaturii universale", Editura Paralela 45, Pitești, 2006. ISBN (10) 973-697-832-X; ISBN (13) 978-973-697-832-6. |

### Diverse apariții
|  | *Limba și literatura română, manual pentru clasa a XI-a; coordonator Mircea Martin, Editura Art, 2010. p. 214 - cu poemul "Deliruri" de Arthur Rimbaud. |

### Alte lucrări
|  | *Dicționar de rime și asonanțe / Mihail Nemeș. - Pitești: Paralela 45, 2011. ISBN 978-973-47-1247-2. |

### Lista completă a traducerilor
| 1. Rainer Maria Rilke: Opera poetică - integrală absolută - peste 47000 versuri                                  |
| 2. Johann Wolfgang Goethe: Opera poetică - cca. 26000 versuri + Faust                                            |
| 3. Georg Trakl: Opera poetică - integrală absolută - cca. 5500 versuri                                           |
| 4. Arthur Rimbaud: Opera poetică - traducere integrală - cca. 4500 versuri                                       |
| 5. Eduard Mörike: cca. 4400 versuri                                                                              |
| 6. Oskar Loerke: cca. 3900 versuri                                                                               |
| 7. Hugo von Hofmannsthal: cca. 3400 versuri                                                                      |
| 8. Georg Heym: cca. 2800 versuri                                                                                 |
| 9. Richard Dehmel: cca. 2600 versuri                                                                             |
| 10. Paul Valéry: Album de versuri vechi, Tânără parcă, Farmece - traducere integrală - cca. 2500 versuri         |
| 11. Guillaume Apollinaire: Alcooluri, Bestiarul, Vitam impendere amori - traducere integrală - cca. 2500 versuri |
| 12. Conrad Ferdinand Meyer: cca. 2000 versuri                                                                    |
| 13. Ernst Stadler: cca. 1300 versuri                                                                             |
| 14. Gérard de Nerval: Opera poetică - traducere integrală - cca. 1100 versuri                                    |
| 15. Else Lasker-Schüler: cca. 1000 versuri                                                                       |
| 16. Ricarda Huch: Rime de dragoste și altele - cca. 900 versuri                                                  |
| 17. Gottfried Benn: cca. 700 versuri                                                                             |
| Tălmăcirea unei părți din versurile lui:                                                                         |
| 18. Paul Celan: cca. 400 versuri                                                                                 |
| 19. Friedrich Gottlieb Klopstock: 156 versuri                                                                    |
| 20. Léon-Paul Fargue: 91 versuri                                                                                 |
| 21. Friedrich Hölderlin: 76 versuri                                                                              |
| 22. Karl Krolow: 36 versuri                                                                                      |
| 23. Jules Supervielle: 34 versuri                                                                                |
| 24. Jacob van Hoddis: 28 versuri                                                                                 |
| 25. Hermann Hesse: 16 versuri                                                                                    |
| 26. Joseph von Eichendorff: 12 versuri                                                                           |
| 27. Christian Morgenstern: 12 versuri                                                                            |
| Este autorul unui dicționar de rime și asonanțe                                                                  |